# 허송
허송 (본명 : 허일송) 트로트 가수이다.

## 앨범
- 2000년 첫번째 만남
- 2003년 허송
- 2010년 가자 시장속으로
- 2010년 단골손님, 아가씨
- 2018년 허송5집